# Burn Out (film)
Burn Out è un film del 2017 diretto da Yann Gozlan e basato sul romanzo di Jérémie Guez.

## Trama
Il sogno di Tony è quello di diventare un pilota professionista di moto da superbike. Per aiutare Leyla, la sua ex e madre di suo figlio, ad estinguere alcuni debiti contratti con rom criminali, Tony è costretto a lavorare per i malavitosi come corriere della droga.